# منتخب اليابان للكريكت للسيدات
منتخب اليابان للكريكت للسيدات هو ممثل اليابان الرسمي في المنافسات الدولية في الكريكت للسيدات
.